# Stefan Arndt
Stefan Arndt (Munique, 28 de agosto de 1961) é um produtor cinematográfico alemão. Como reconhecimento, foi nomeado ao Oscar 2013 na categoria de Melhor Filme por Amour.